# Вабищевич, Пётр Андреевич
Пётр Андре́евич Вабище́вич (бел. Пётр Андрэевіч Вабішчэвіч, 18 апреля 1963, Рубель, Столинский район, Брестская область, Белорусская ССР, СССР) — белорусский государственный деятель.

## Биография
Родился Пётр 18 апреля 1963 года в агрогородке Рубель, что находится в Столинском районе Брестской области. Окончил Минский государственный педагогический институт им. Максима Горького по специальности учитель физики и математики.
Работал учителем физики и математики , заместителем директора по учебно-воспитательному процессу Острошицкой школы, директором Кременецкой базовой школы, председателем Янушковичского сельского совета депутатов Логойского района, начальником отдела культуры Логойского районного исполнительного комитета. До становления депутатом занимал должность Председателя Логойского районного Совета депутатов.
Являлся депутатом Палаты представителей Национального собрания Беларуси VI созыва.
Был избран депутатом Палаты представителей Национального собрания Белоруссии VII созыва. Округ: Логойский № 75. Помощники депутата: Ольга Степановна Паплевка и Антонина Григорьевна Буторо.
Проживает в Минске.

## Личная жизнь
Женат.